# Списък на войните в Северна Америка
Това е списък на войните в Северна Америка след откриването на континента от европейците.

## XVI век
- 1519—1521 – Завоюване на Мексико

## XVII век
- 1640—1701 – Боброви войни
- 1654—1660 – Англо-испанска война (1654-1660)
- 1665—1667 – Втора англо-холандска война
- 1672—1674 – Трета англо-холандска война
- 1675—1676 – Война на крал Филип
- 1688—1697 – Деветгодишна война
  - 1689—1697 – Война на крал Вилхелм

## XVIII век
- 1701—1714 – Война за испанското наследство
  - 1702—1713 – Война на кралица Ан
- 1718—1720 – Война на четворния алианс
- 1740—1748 – Война за австрийското наследство
  - 1739—1748 – Англо-испанска война за асентото
  - 1744—1748 – Война на крал Джордж
- 1756—1763 – Седемгодишна война
  - 1755—1763 – Френска и индианска война
- 1775—1783 – Американска война за независимост
  - 1785—1795 – Северозападна индианска война
- 1776—1794 – Война на Чикамог

## XIX век
- 1810—1821 – Мексиканска война за независимост
- 1812—1815 – Британско-американска война
- 1835—1836 – Тексаска революция
- 1835—1842 – Втора Семинолска война
- 1837—1838 – Въстание на патриотите
- 1838 – Мормонска война в Мисури
- 1839—1846 – Война на антирентиерите
- 1844—1846 – Мормонска война в Илинойс
- 1846—1848 – Мексиканско-американска война
- 1847—1901 – Юкатанска война на кастите
- 1857—1858 – Война в Юта
- 1861—1865 – Гражданска война в САЩ
- 1861—1867 – Френско-мексиканска война
- 1868—1878 – Десетгодишна война
- 1874—1875 – Война на Ред-Ривър
- 1876—1877 – Война за Черните хълмове
- 1879—1880 – Малка война в Куба
- 1895—1898 – Война за независимост на Куба
- 1898 – Испано-американска война

## XX век
- 1906 – Хондураско-гватемалска война
- 1911—1915 – Мексиканска революция
- 1923—1924 – Гражданска война в Мексико
- 1953—1959 – Кубинска революция
- 1960—1996 – Гражданска война в Гватемала
- 1961 – Операция в Залива на прасетата
- 1965—1966 – Окупация на Доминиканската република от САЩ (1965-1966)
- 1969 – Футболна война
- 1981—1990 – Гражданска война в Никарагуа
- 1983 – Американско нахлуване в Гренада
- 1989 – Американско нахлуване в Панама

В историята Карибската криза е онзи момент когато човечеството е най-близо до ядрена война.